# García Ramírez (obispo de Aragón y de Pamplona)
García Ramírez (c. 1046-17 de julio de 1086), segundo hijo de Ramiro I de Aragón y Ermesinda de Bigorra, fue obispo de Aragón (cuando aún no se había establecido la diócesis en Jaca) desde 1076 y obispo de Pamplona entre 1078 y 1082, cuando le desplazó en el regimiento del obispado pamplonés su hermana, la condesa Sancha de Aragón, que lo ejerció entre 1082 y 1083.

## Biografía
En 1068 es citado como infante en un diploma, pero de estos años anteriores a su nombramiento como obispo «de Aragón», no se han transmitido más datos. En 1076 es nombrado obispo aragonés antes de que la denominación cambiara a obispo de Jaca, al ser instaurada la diócesis episcopal aragonesa en la localidad que aún era una pequeña villa, en el marco de la creación de la primera ciudad del reino promovida por el rey Sancho Ramírez.
Simultaneó el cargo episcopal en Aragón y Pamplona, a la muerte del obispo pamplonés Blas, controlando sus posesiones y, en particular, el distrito o “castro” de San Esteban de Deyo (Monjardín) y sus villas, algo que no se correspondía con el derecho canónico vigente, así como el hecho de ser sucedido en la encomienda de la rección del obispado de Pamplona por su hermana, la infanta Sancha de Aragón, viuda del conde Ermengol III de Urgel.
El rey de Aragón impulsó, asimismo, la reforma romana de la iglesia en Aragón, posiblemente a partir de su compromiso con el Papa tras el viaje que Sancho Ramírez hizo a Roma para declararse su vasallo en 1068. A estas reformas se opuso parte del estamento eclesiástico aragonés y pamplonés y entre ellos el anterior obispo de Aragón Sancho, que sería confinado en San Juan de la Peña y el obispo García Ramírez que, probablemente debido a estas desavenencias, fue apartado del obispado de Pamplona en 1082, y pasó a ser regido por su hermana la condesa Sancha de Aragón, pese a su condición femenina.